# Jean Pedroso
Jean Henrique Carneiro Pedroso (Carambeí, Estado de Paraná, Brasil, 28 de enero de 2004) es un futbolista brasileño que juega de defensa en el FK Karpaty Lviv de la Liga Premier de Ucrania.

## Carrera
Nacido en Carambeí, Paraná, Jean Pedroso se unió a las divisiones juveniles del Coritiba en 2015, a la edad de 11 años, después de jugar al fútbol sala en equipos locales. Fue ascendido al primer equipo en la temporada 2023.
El 16 de marzo de 2023, Jean Pedroso renovó su contrato con Coxa hasta finales de 2026. Hizo su debut en el primer equipo, y en la Serie A, el 10 de junio, comenzando en un empate de 0-0 en casa contra Santos.

### Selección nacional
Sub-20
En enero de 2023, fue convocado por Ramon Menezes para la selección nacional sub-20 de Brasil, que competiría el Campeonato Sudamericano de la categoría. Brasil terminó como campeón, con Jean Pedroso destacándose en el equipo.

## Estadísticas

### Clubes
Actualizado al último partido disputado el 25 de junio de 2023.
| Club              | Div.          | Temporada     | Liga  | Liga  | Estatal | Estatal | Copas nacionales | Copas nacionales | Copas internacionales | Copas internacionales | Total | Total |
| Club              | Div.          | Temporada     | Part. | Goles | Part.   | Goles   | Part.            | Goles            | Part.                 | Goles                 | Part. | Goles |
| ----------------- | ------------- | ------------- | ----- | ----- | ------- | ------- | ---------------- | ---------------- | --------------------- | --------------------- | ----- | ----- |
| Coritiba · Brasil | 1.ª           | 2023          | 3     | 0     | 0       | 0       | 0                | 0                | —                     | —                     | 3     | 0     |
| Coritiba · Brasil | Total club    | Total club    | 3     | 0     | 0       | 0       | 0                | 0                | 0                     | 0                     | 3     | 0     |
| Total carrera     | Total carrera | Total carrera | 3     | 0     | 0       | 0       | 0                | 0                | 0                     | 0                     | 3     | 0     |